# Callogobius depressus
Callogobius depressus is een straalvinnige vissensoort uit de familie van grondels (Gobiidae). De wetenschappelijke naam van de soort is voor het eerst geldig gepubliceerd in 1886 door Ramsay & Ogilby.